# Albizia pedicellaris
Albizia pedicellaris là một loài thực vật có hoa trong họ Đậu. Loài này được (Dc.) L.Rico miêu tả khoa học đầu tiên.